# نيكولو غالي (لاعب كرة قدم)
نيكولو غالي (بالإيطالية: Niccolò Galli)‏ (16 سبتمبر 1988 ببارما في إيطاليا - ) هو لاعب كرة قدم إيطالي في مركز الوسط. شارك مع منتخب إيطاليا تحت 20 سنة لكرة القدم. أما مع النوادي، فقد لعب مع نادي بادوفا ونادي بارما ونادي تشيزينا ونادي ريميني ونادي ليكو وهيلاس فيرونا ويو أس بركوليتزه 1932 وAC Renate ‏ وكارسو كالتشيو ‏.

## وصلات خارجية
- نيكولو غالي (لاعب كرة قدم) على موقع قاعدة بيانات كرة القدم.إي يو (الإنجليزية)
- نيكولو غالي (لاعب كرة قدم) على موقع Soccerway.com (الإنجليزية)
- نيكولو غالي (لاعب كرة قدم) على موقع AS.com (الإسبانية)